# Aos que Sofrem
Aos que Sofrem é o álbum de estréia do senador/cantor Marcelo Crivella, lançado em 1992 pela Line Records. 
Produzido e interpretado pelo cantor Tonny Sabetta, este vinil compacto se destacou por ter duas canções dedicadas aos que sofriam em leitos de hospitais e em prisões. Este também conta com uma pregação e uma oração, ambas gravadas por Marcelo Crivella.  

## Faixas
1. Canção do Preso - 2.53
2. Canção do Enfermo - 3.55
3. Pregação e Oração - 7.17 (Tema musical composto por Tonny Sabetta)

## Ficha técnica
- Diretor: Joseph Danon
- Produção musical: Tonny Sabetta
- Arranjos e regência: Luiz Antonio Karan
- Engenheiro de gravação e mixagem: Carlinhos Freitas/Guto Campos
- Assistente de estúdio: Carlos Campos/Ivan Knoppler
- Estúdio: Gravado no estúdio ArtMix, São Paulo - Outubro de 1992
- Corte de fotografia: Oswaldo Martins (BMG/São Paulo)
- Criação e arte da capa: Marcos Reche
- Fotolito: Wanderley Bailoni
- Teclados e bateria eletrônica: Luiz Antonio Karan
- Guitarra, violão e baixo: Mirandinha
- Vocais: Ringo, Vilma, Marcia e Magu